# 赤崎村 (新潟県)
赤崎村（あかさきむら）は、かつて新潟県中魚沼郡にあった村。

## 沿革
- 1889年（明治22年）4月1日 - 町村制施行に伴い中魚沼郡赤沢村（旧・一部）、芦ヶ崎村（旧・一部）が合併し発足。
- 1901年（明治34年）11月1日 - 中魚沼郡谷内村と合併し、芦ヶ崎村（新）となり消滅。